# Кабар
Кыргызское национальное информационное агентство «Кабар» (кирг. «Кабар» улуттук маалымат агенттиги), ранее — Киргизское телеграфное агентство (кирг. Кыргыз телеграф агенттиги, КирТАГ), — государственное информационное агентство Кыргызстана.

## История
В марте 1937 года совместным решением Совета народных комиссаров Киргизской ССР и агентства ТАСС был создан предшественник агентства «Кабар», первое информационное агентство Киргизской ССР — Киргизское телеграфное агентство (КирТАГ). Оно являлось единственным изданием, имевшим право распространять в Киргизской ССР официальные сообщения от центральных властей. Абонентами КирТАГа являлись более тысячи организаций из 115 стран. Агентство являлось центром переводческой деятельности в Киргизской ССР.
До 1992 года КирТАГ входило в состав ТАСС. В 1992 году правительство Кыргызстана преобразовало КирТАГ в Государственное информационное агентство «Кыргызкабар» (с 1995 года — Киргизское национальное агентство телекоммуникаций и информаций (КНАТИ), с 1998 или 2001 года — Кыргызское национальное информационное агентство «Кабар»). В независимом Кыргызстане агентство стало самостоятельно получать доступ к международной информации.
В 1996 году ЮНЕСКО профинансировало открытие сайта агентства. В 1998 году у агентства появился сайт на русском и английском языках, в 2001 году — на киргизском языке. В 1999 году открылся филиал в городе Ош.

## Описание
«Кабар» является единственным из информационных агентств Кыргызстана, принадлежащим государству.
Агентство состоит из 5 подразделений:
- русская служба информации,
- киргизская служба информации (включая группу переводчиков и региональные корреспондентские пункты),
- отдел публицистики,
- отдел информационных технологий (включая студию видеозаписи и фотостудию),
- финансово-хозяйственный отдел (включая кадровую службу и службу по связям с общественностью)[5].

Агентство выпускает материалы на киргизском, русском, английском, турецком, китайском и арабском языках. Ежедневно выходит около 200 материалов. Основные рубрики — «Политика», «Общество», «Наука и культура» и «Спорт».
В архиве агентства хранится более 50 тысяч негативов фотографий.
Агентство является членом Организации информационных агентств стран Азии и Тихого океана (OANA), Союза информационных агентств Организации исламского сотрудничества (UNA-OIC), Ассоциации национальных информационных агентств государств — участников СНГ (ANIA).
По данным исследовательско-консалтинговой компании «M-Vector», по состоянию на 2012 год сайт агентства занимает 4-е место по числу посещений среди информационных сайтов Кыргызстана, занимая долю в 8,6 % посещений.

## Руководители
- 1937—1941: Михаил Морозов
- 1941—1949: Александр Казанский
- 1949—1952: Евгений Ячник
- 1952—1958: Иван Смирнов
- 1958—1972: Аскар Сопиев
- 1972—1986: Токтомуш Иманалиев[кирг.]
- 1986—1992: Станбек Усупов[кирг.]
- 1992—1995: Акбар Рыскулов
- 1995—1998: Александр Романов
- 1998—2006: Кубанычбек Таабалдиев
- 2006—2006: Олег Рябов
- 2006—2008: Надыр Момунов
- 2010—2011: Жыргалбек Турдукожоев
- 2011—2022: Кубанычбек Таабалдиев
- 2022—н. в.: Медербек Шерметалиев[11]